# Репетто-Тризолини, Эльвира
Эльвира Репетто-Тризолини (итал. Elvira Repetto-Trisolini; 1849—1922) — итальянская оперная певица (колоратурное сопрано), преподаватель вокала.
Начала карьеру певицы в начале 70-х годов XIX века и очень быстро становится мировой звездой. В 1873 году поет в лондонском Ковент-Гардене, в 1878 году —- в Буэнос-Айресе, в театре «Колон». В 80-х годах она успешно выступала на основных мировых оперных сценах (Вена (1881), Рим (1882), Лиссабон, Милан (1885 и 1890), Неаполь, Монте-Карло, Буэнос-Айрес) (1885), в том числе в 1885—1887 гг. в Императорской итальянской опере в Санкт-Петербурге. D  1887 году нью-йоркская критика отмечала лёгкость и чистоту голоса Репетто, а также его исключительный диапазон — в частности, арию Лючии из сцены сумасшествия в опере Доницетти «Лючия ди Ламмермур» она, по сообщению «Нью-Йорк Таймс», имела обыкновение исполнять в транспонированном виде, на тон выше оригинала. «Выдающимся триумфом» называл рецензент выступление Репетто-Тризолини на сцене барселонского театра «Лисео» в партии Изабеллы в опере Джакомо Мейербера «Роберт-дьявол» (1888), отмечая, что в фиоритурах ей нет равных. В том же 1888 году Репетто-Тризолини пела на открытии нового оперного театра в Буэнос-Айресе вместе с Франческо Таманьо.
Среди других важнейших партий Репетто-Тризолини — Джильда в «Риголетто» и Виолетта в «Травиате» Джузеппе Верди, Эльвира в «Пуритане» Беллини, Офелия в «Гамлете» Тома, заглавные партии в «Линде из Шамуни» Доницетти и «Марте» Флотова.
Впоследствии Репетто-Тризолини занималась обучением оперных певцов. Ее сестра — Виттория Репетто — также была оперной певицей (меццо-сопрано).